# Hexenturm (Fulda)

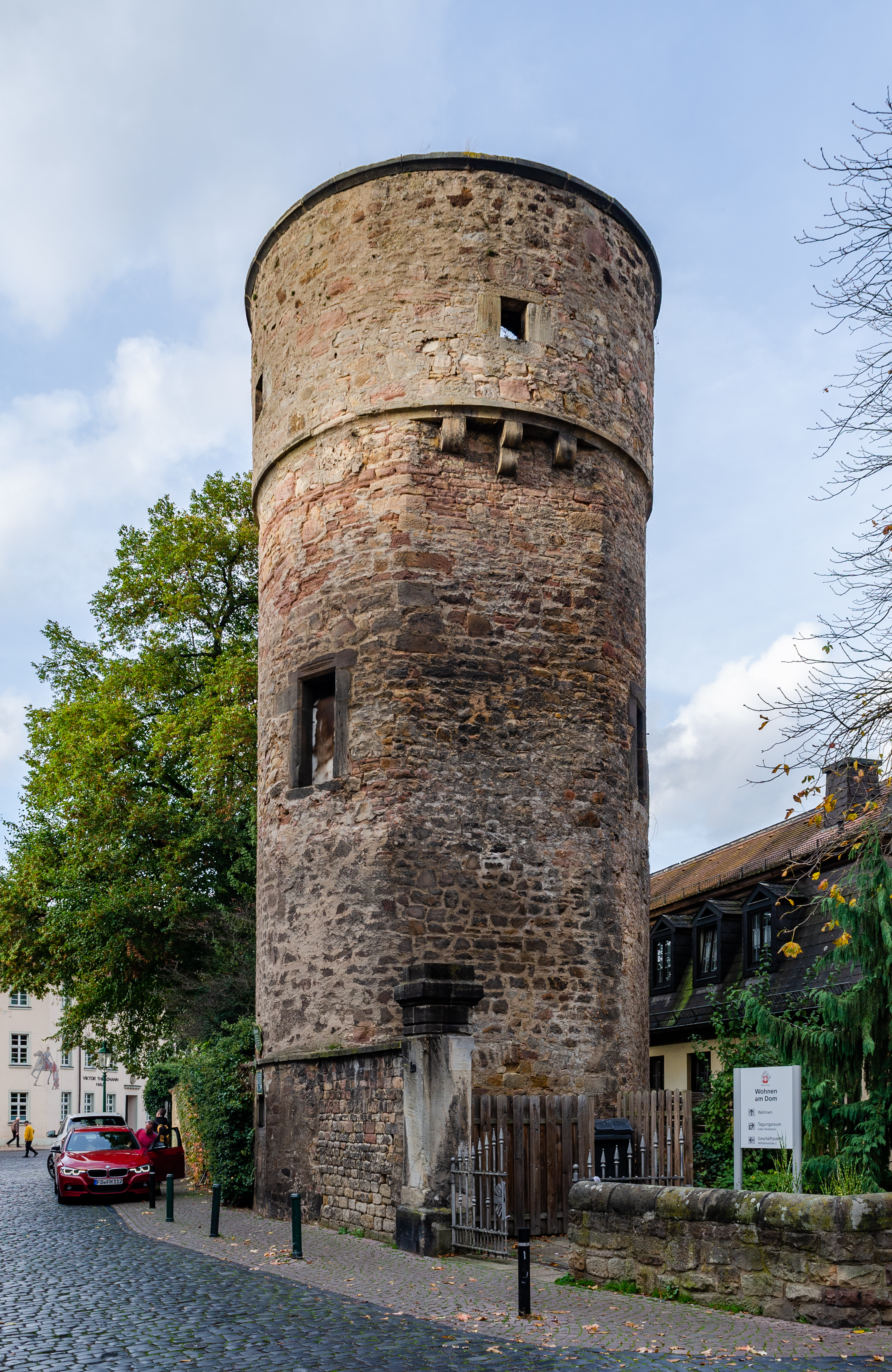
Der Hexenturm von Südosten (2019)

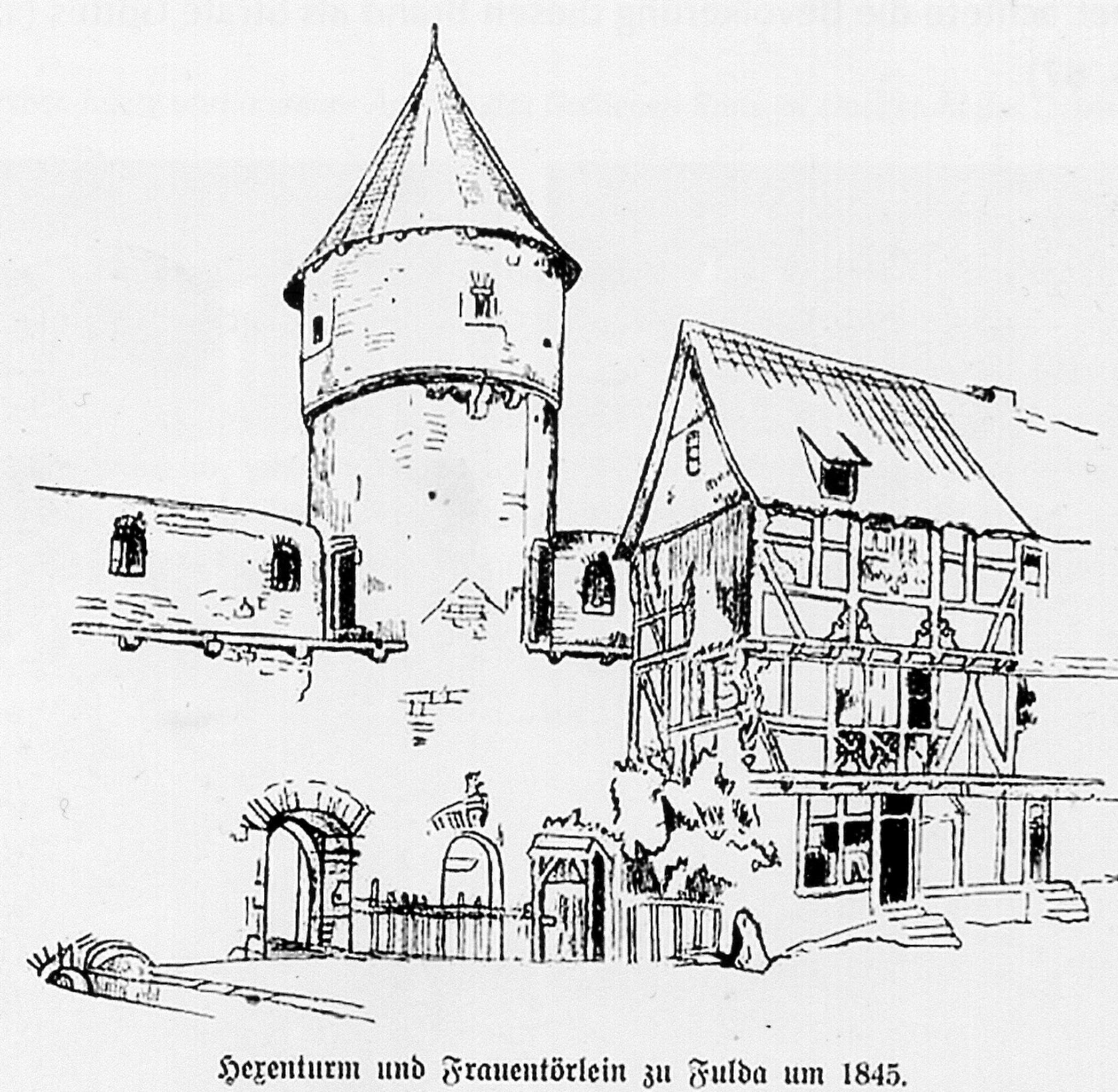
Der Hexenturm ca. 1845 mit dem Frauentörlein

Der Hexenturm in Fulda ist ein 14 Meter hoher Turm der mittelalterlichen Stadtbefestigung.
Der im 12. Jahrhundert erbaute Turm war Teil der inneren Stadtmauer und Teil des Nordtores. Tor und Turm grenzten die Stadt vom Klosterbezirk ab. Der Hexenturm ist der am besten erhaltene Turm der mittelalterlichen Stadtbefestigung Fuldas.
Der ursprünglich als Wächterturm der Stadtmauer entstandene Turm wurde später auch als Frauengefängnis genutzt. Die Opfer der Hexenverfolgung wurden laut Originaldokumenten aus dem Jahr 1603 jedoch nachweislich nicht in diesem Turm, sondern im Fuldaer Stadtschloss gefangen gehalten.
Der Name Hexenturm entstand im Volksmund wohl erst am Ende des 19. Jahrhunderts.
Aus Akten des Stadtarchivs Fulda geht hervor, dass der Turm im Jahr 1808 „Turm am Frauentörlein“ hieß, was auch für das Jahr 1845 durch eine zeitgenössische Zeichnung belegt wird.
Am Turm befindet sich ein Hinweisschild zur Gedenkstätte für die 270 Opfer der Hexenverfolgung in Fulda, die im November 2008 auf dem Alten Dompfarrlichen Friedhof errichtet wurde.
In direkter Nachbarschaft des Turmes an der Kanalstraße in Fulda befindet sich das Geburtshaus des Erfinders der Braunschen Röhre, Ferdinand Braun. Der Hexenturm ist für die Öffentlichkeit zugänglich. Er bildet die Station Nr. 11 der touristischen Audio-Guide Tour durch Fulda.